# 유럽

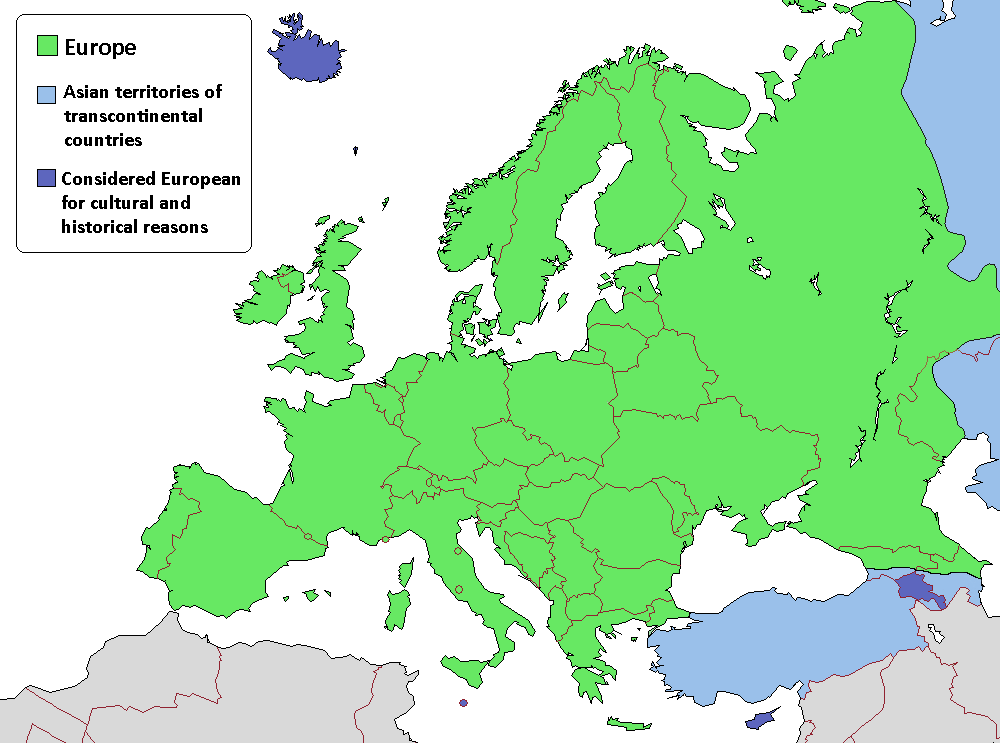
널리 받아들여지는 유럽의 정의:
- 녹색은 지리적 유럽
- 진한 파랑색은 문화적 유럽 (옅은 파랑색은 유럽 국가의 아시아 부분)

유럽(영어: Europe, 독일어: Europa, 프랑스어: Europe, 스페인어: Europa)은 대륙 중 하나로, 우랄산맥과 캅카스산맥, 우랄강, 카스피해, 흑해와 에게해의 물길을 분수령으로 하여 아시아와 구분한 지역을 일컫는다.
중국식 한자어로는 구라파(歐羅巴)라고 표기한다. 북쪽으로는 북극해, 서쪽으로는 대서양, 남쪽으로는 지중해, 동남쪽으로는 흑해와 그와 비롯한 물길과 마주한다. 그러나 이러한 경계는 과거의 고전 고대 시대의 개념으로서 이해하기에는 모호하므로, 자연지리학으로서의 유럽은 문화와 정치적 요소를 포함하여 정의한다. 
유럽의 면적은 10,180,000 km2이다. 지구 표면의 2%, 육지의 약 6.8%를 차지한다. 약 47개국이 있다. 유럽 중 가장 작은 나라는 바티칸 시국이 가장 작다. 인구는 아시아와 아프리카 다음으로 세 번째로 많다. 세계 인구의 약 8% 인 약 6억 6300만 명이다.
16세기에서 20세기까지 아메리카, 아프리카, 오세아니아, 아시아의 많은 부분을 통제하였다.

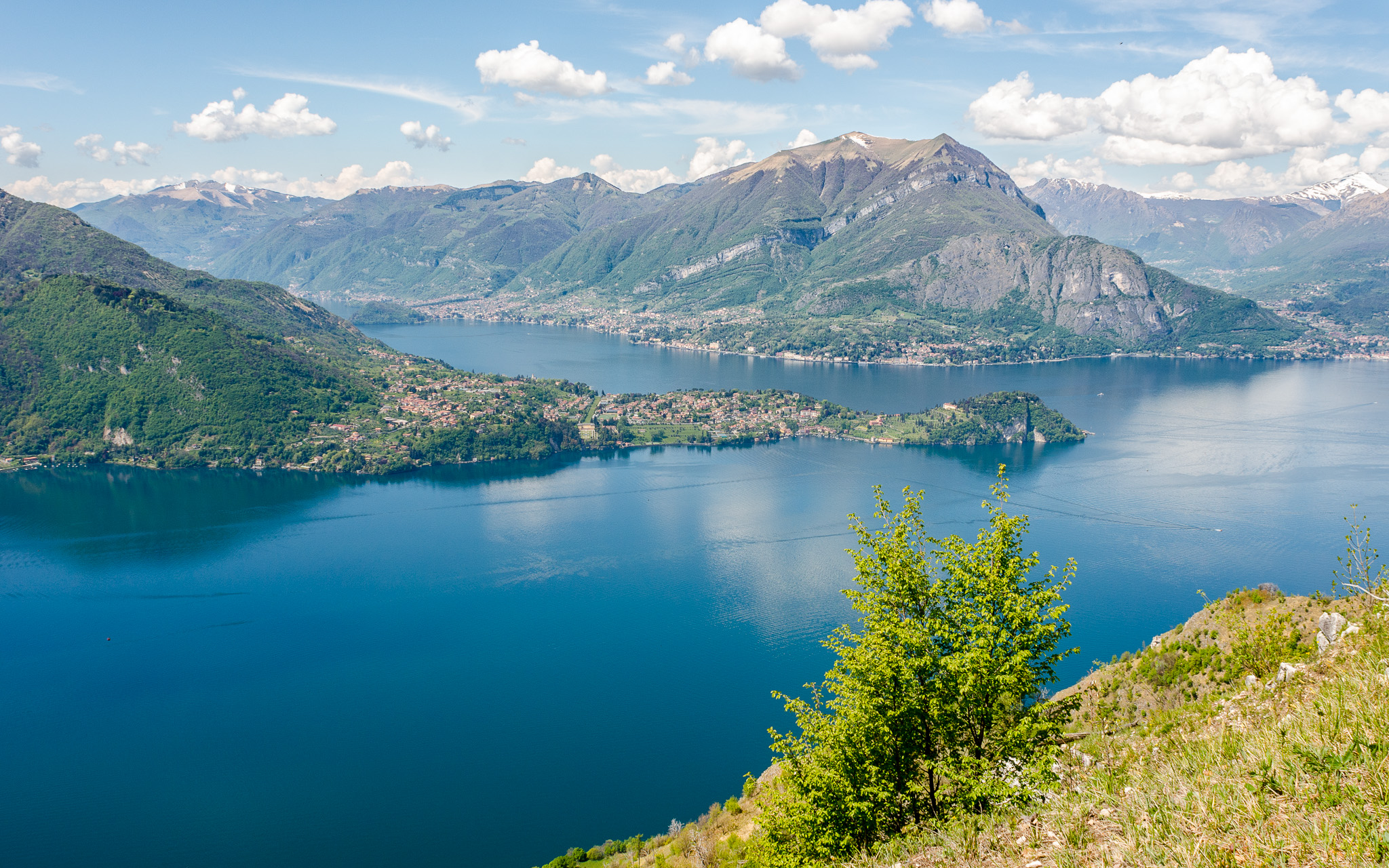
리에르나의 비안단테 트레일에서 벨라지오를 바라본 코모 호수의 가장 상징적인 전망

## 어원

아낙시만드로스(기원전 6세기)의 세계 지도.

‘유럽’이라는 이름은 고대 그리스 신화의 에우로페(그리스어: Εὐρώπη)에서 왔다. 에우로페는 페니키아의 공주로, 제우스가 하얀 황소로 둔갑하여 크레타섬으로 유괴해 미노스, 라다만튀스, 사르페돈을 낳았다. 호메로스가 쓴 문헌에서 에우로페는 크레테의 신화에서 등장하는 여왕으로 나오지, 지명을 일컫는 말이 아니었다. 후대에 '에우로페'는 그리스 중북부를 일컫게 되며, 기원전 500년경에 그 의미는 북쪽 땅으로 확대된다.
에우로페(그리스어: Εὐρώπη)의 어원설 중 하나에 따르면 이 이름은 그리스어로 넓다를 뜻하는 eur-와 눈을 뜻하는 op- 또는 opt-가 결합하여 넓게 보는, 시각의 넓음을 뜻하는 Eurṓpē에서 나온 말이라고 한다. 넓다는 말은 재구성된 원형 인도-유럽 종교에서 지구를 이르는 별칭적인 형용사이다. 다른 설에서는 이 말이 사실 아카드어 낱말 erubu(내려가다, 해 지다)나 그 동계어인 페니키아어 낱말 ereb(저녁, 서쪽), 아랍 마그레브, 히브리어 낱말 ma'ariv 등 셈어 낱말에서 나온 말이라고 주장하기도 한다. 그러나 음운론적으로 에우로페라는 이름과 다른 셈어 형태의 낱말 사이에 연관성이 적다는 주장도 있다.
대부분의 세계 주요 언어에서도 이 지역을 일컬을 때 에우로페에서 파생된 말을 쓰고 있다. 가령 중국어에서는 음차어 歐羅巴(병음: ōulúobā)의 축약어인 歐를 써서 歐洲라 부른다. 한편 일부 튀르크어족에서는 Avrupa 또는 Evropa라는 공식 명칭이 있으나 일상적으로는 Frengistan(프랑크인의 땅)이라 부른다.

## 역사

### 선사 시대
유럽에서 최초로 거주한 사람과는 기원전 180만년에 조지아에 거주했던 호모 에렉투스이다. 기원전 15만년에 등장하여 기원전 2만 8천년에 멸종한 네안데르탈인 또한 유럽에 최초로 거주한 사람과로 여겨진다. 현생 인류는 약 5만년 전 후기 구석기 시대에 처음 유럽에 정착하기 시작한 것으로 추정된다.
신석기 시대에 접어들면서 인류는 가축을 기르고 농작물을 재배했으며 도구를 만들 정도로 진화했다. 특히 기원전 7,000년경부터는 발칸반도, 지중해 연안, 도나우강 유역, 라인강 유역에 사람이 거주했고 기원전 4,500년경부터 기원전 3,000년경 사이에 신석기 문명이 서유럽과 북유럽 등으로 확산되었다.
기원전 3,200년경부터 유럽에서 청동기 시대가 시작되었다. 특히 그리스 크레타에서 일어난 미노아 문명은 유럽 최초의 문명으로 여겨진다. 미노아 문명은 미케네 문명으로 이어졌고 기원전 1,200년경부터는 철기 시대를 맞게 된다.

### 고대
고대 그리스는 서양 문명의 발상지로 여겨진다. 철학 분야에서는 아리스토텔레스, 소크라테스, 플라톤, 역사 분야에서는 헤로도토스, 투키디데스, 서사시 분야에서는 호메로스, 희곡 분야에서는 소포클레스, 에우리피데스, 의학 분야에서는 히포크라테스, 갈레노스, 과학 분야에서는 피타고라스, 에우클레이데스, 아르키메데스가 유럽의 문화에 기여했다. 고대 그리스에서는 폴리스라고 부르는 도시 국가가 설립되었는데 아테네는 세계에서 최초로 민주주의 제도를 도입한 국가로 여겨진다.
고대 그리스의 뒤를 이어 등장한 고대 로마는 법률, 정치, 언어, 기술, 건축 분야에서 큰 성과를 이룩했다. 기원전 27년에는 아우구스투스가 로마 제국의 수립을 선언했다. 로마 제국은 기원후 180년까지 팍스 로마나(Pax Romana, 로마의 평화)라고 부르는 유럽의 평화, 번영, 정치적 안정을 맞았다.
313년에는 콘스탄티누스 1세 황제가 기독교를 공인했으며 330년에는 로마 제국의 수도를 로마에서 비잔티움(나중에 콘스탄티노폴리스로 이름을 바꿈)으로 옮겼다. 392년에는 기독교가 로마 제국의 국교로 정해졌고 395년에는 로마 제국이 동서로 분열되었다. 476년에는 서로마 제국이 멸망하고 만다.

### 중세 전기
게르만족의 대이동을 계기로 유럽에서는 고트인, 반달족, 훈족, 프랑크인, 앵글인, 색슨인, 슬라브족, 아바르족, 불가르인, 바이킹, 페체네그인, 쿠만인, 헝가리인과 같은 수많은 민족들의 전쟁과 이주가 진행되었다.
동로마 제국은 서로마 제국의 멸망 이후에 재통일된 로마 제국임을 표명했다. 특히 6세기의 유스티니아누스 1세 황제는 유럽의 법률에 큰 영향을 끼친 로마법 대전을 제정했고, 로마와 이탈리아를 수복하기도 했으며, 콘스탄티노폴리스에 하기아 소피아를 건립했다.
서로마 제국의 멸망 이후에는 수많은 민족들이 옛 서로마 제국의 영역을 지배했는데 프랑크인의 왕이었던 클로도베쿠스 1세는 프랑크인을 하나로 통일했다. 카롤루스 1세 마그누스 국왕은 서유럽의 대부분을 정복했으며 800년에는 교황으로부터 서로마 황제라는 칭호를 받았다. 843년에 체결된 베르됭 조약, 879년에 체결된 메르센 조약에 따라 프랑크 왕국은 동프랑크 왕국, 서프랑크 왕국, 중프랑크 왕국 3개 왕국으로 분할되었고 962년에는 신성 로마 제국이 등장했다.
동유럽, 중앙유럽에는 기독교를 국교로 하는 국가들, 슬라브족 국가들이 등장했는데 폴란드, 보헤미아, 헝가리, 키예프 공국, 불가리아 제1제국, 크로아티아 왕국 등이 대표적인 사례이다.

### 중세 중기와 후기
1054년에 일어난 동서 교회의 분열을 계기로 기독교는 동로마 제국의 동방 정교회, 옛 서로마 제국의 로마 가톨릭교회로 분열되었다. 1066년에는 노르만인이 프랑스를 정복했다.
1095년에는 교황 우르바노 2세의 명령에 따라 이슬람교 세력이 장악한 예루살렘, 거룩한 땅을 탈환하기 위한 차원에서 십자군 원정이 시작되었다. 13세기와 14세기에는 몽골 제국이 동유럽을 침공하면서 크게 파괴되었다. 14세기에는 극심한 대기근, 흑사병의 확산으로 인해 유럽의 인구가 크게 감소하는 현상이 벌어졌다.
봉건제를 기반으로 하고 있던 서유럽의 몇몇 국가들에서는 왕권 강화를 위한 차원에서 기독교의 영향력이 확대되었다. 1337년부터 1453년까지 잉글랜드와 프랑스 사이에서는 백년 전쟁이 일어났고 1378년부터 1417년까지 로마 교황과 아비뇽 교황 사이에서는 서방 교회의 분열이 일어나게 된다.

### 근세(초기 근대)
근세에 들어서면서 유럽의 문화 분야에서는 고전 문화의 부흥을 의미하는 르네상스가 등장했다. 르네상스 시대에 활동한 예술가로는 레오나르도 다 빈치, 미켈란젤로, 라파엘로가 있다. 종교 분야에서는 마르틴 루터가 종교 개혁을 전개하면서 교회의 힘이 약화되었다. 루터의 종교 개혁은 로마 가톨릭교회와 개신교의 분열로 이어지게 된다.
15세기에는 포르투갈, 스페인이 신대륙을 탐험하면서 신항로 개척에 나섰다. 1492년에는 크리스토퍼 콜럼버스가 아메리카 대륙을 발견했고 1498년에는 바스쿠 다 가마가 동양으로 가는 해양 항로를 발견했다. 이에 자극을 받은 프랑스, 네덜란드, 잉글랜드 또한 아프리카, 아메리카, 아시아에 식민지를 건설하기 위한 과정에 나서게 된다. 16세기와 17세기 유럽의 과학 분야에서는 니콜라우스 코페르니쿠스, 요하네스 케플러, 갈릴레오 갈릴레이, 아이작 뉴턴과 같은 과학자가 등장했다.

### 18세기와 19세기
18세기 유럽의 지식인 사회는 계몽주의 사상의 등장을 계기로 새로운 역사를 맞이하게 된다. 특히 프랑스에서는 귀족정, 성직자들의 권력 독점에 반감을 갖고 있던 국민들이 프랑스 혁명을 일으키게 된다. 프랑스 혁명은 절대주의의 종식과 자유주의의 등장이라는 평가를 받고 있다.
프랑스 혁명 이후에 정권을 잡은 나폴레옹 보나파르트는 나폴레옹 전쟁을 통해 유럽 내에서 프랑스의 세력을 확장하고 프랑스 혁명의 사상을 전파했지만 1815년 워털루 전투에서 패전하면서 몰락하고 만다. 1815년에는 유럽의 5대 강대국이었던 영국, 프랑스, 프로이센, 오스트리아, 러시아가 빈 회의를 개최했다. 이 회의는 유럽 내에서의 세력 균형을 형성하는 한편 유럽의 정치 질서를 반동주의, 보수주의 체제로 회귀하는 성격을 가졌다. 유럽 내에서 반동주의, 보수주의에 대한 반감은 1848년 혁명으로 이어졌는데 이는 유럽 내에서 국민 국가를 형성하는 계기가 된다.
18세기 말 영국에서 시작된 산업혁명은 유럽 전역으로 확산되었다. 새로운 기술의 등장은 도시의 빠른 성장, 생산량 증가, 인구 증가, 일자리 증가, 경제·사회 분야의 개혁으로 이어졌다.

### 20세기와 현재
1914년부터 1918년까지 일어난 제1차 세계 대전은 유럽의 삼국 협상(프랑스, 러시아, 영국) 진영과 동맹국(오스트리아-헝가리 제국, 불가리아 왕국, 독일 제국, 오스만 제국) 진영 사이에 일어난 치열한 전쟁이었다.
1917년 러시아에서는 러시아 혁명이 일어나면서 차르 체제가 종식되었고 사회주의 체제가 수립되었다. 1919년에 체결된 베르사유 조약은 독일에 중대한 제재 조치를 부과하는 내용의 조약이었다. 제1차 세계 대전의 종전과 함께 오스트리아-헝가리 제국, 오스만 제국이 붕괴되면서 새로 독립한 국가들이 형성되면서 유럽 국가 간의 경계선도 새로 확립되었다.
제1차 세계 대전의 종전과 함께 유럽에서는 큰 변화를 맞게 된다. 1919년 독일에서는 바이마르 공화국이 수립되었고 1922년 이탈리아에서는 베니토 무솔리니가 이끄는 파시즘 정권이 수립되었다. 1929년 전 세계를 강타한 대공황을 계기로 유럽에서는 경제 위기를 겪게 되었고 1933년 독일에서는 아돌프 히틀러가 권력을 잡게 된다.
1939년부터 1945년까지 일어난 제2차 세계 대전은 유럽을 중심으로 벌어진 치열한 전쟁이었다. 제2차 세계 대전의 종전 이후에는 미국과 서유럽 국가들을 중심으로 한 자유주의 진영, 소련과 동유럽 국가들을 중심으로 한 사회주의 진영 간의 냉전이 시작되었다. 1989년에 일어난 베를린 장벽의 붕괴는 냉전 체제의 붕괴로 이어졌다.

## 유럽의 나라들
| 국명                  | 국명 (공용어 표기)                                  | 공용어                                 | 수도         |
| --------------------- | --------------------------------------------------- | -------------------------------------- | ------------ |
| 그리스                | Ελλάδα                                              | 그리스어                               | 아테네       |
| 네덜란드              | Nederland                                           | 네덜란드어                             | 암스테르담   |
| 노르웨이              | Norge(보), Noreg(뉘)                                | 노르웨이어 (보크몰, 뉘노르스크)        | 오슬로       |
| 덴마크                | Danmark                                             | 덴마크어                               | 코펜하겐     |
| 독일                  | Deutschland                                         | 독일어                                 | 베를린       |
| 라트비아              | Latvija                                             | 라트비아어                             | 리가         |
| 러시아                | Россия                                              | 러시아어                               | 모스크바     |
| 루마니아              | România                                             | 루마니아어                             | 부쿠레슈티   |
| 룩셈부르크            | Luxemburg(독), Luxembourg(프), Lëtzebuerg(룩)       | 독일어, 프랑스어, 룩셈부르크어         | 룩셈부르크   |
| 리투아니아            | Lietuva                                             | 리투아니아어                           | 빌뉴스       |
| 리히텐슈타인          | Liechtenstein                                       | 독일어                                 | 파두츠       |
| 모나코                | Monaco                                              | 프랑스어                               | 모나코       |
| 몬테네그로            | Црна Гора / Crna Gora                               | 몬테네그로어 (세르비아어)              | 포드고리차   |
| 몰도바                | Moldova                                             | 몰도바어 (루마니아어)                  | 키시너우     |
| 몰타                  | Malta                                               | 몰타어, 영어                           | 발레타       |
| 바티칸 시국           | Vaticanum                                           | 라틴어, 이탈리아어                     | 바티칸 시    |
| 벨기에                | België(네), Belgique(프), Belgien(독)               | 네덜란드어, 프랑스어, 독일어           | 브뤼셀       |
| 벨라루스              | Беларусь(벨), Белоруссия(러)                        | 벨라루스어, 러시아어                   | 민스크       |
| 보스니아 헤르체고비나 | Bosna i Hercegovina(보,크), Босна и Херцеговина(세) | 보스니아어, 크로아티아어, 세르비아어   | 사라예보     |
| 북마케도니아          | Северна Македонија                                  | 마케도니아어                           | 스코페       |
| 불가리아              | България                                            | 불가리아어                             | 소피아       |
| 산마리노              | San Marino                                          | 이탈리아어                             | 산마리노     |
| 세르비아              | Србија / Srbija                                     | 세르비아어                             | 베오그라드   |
| 스웨덴                | Sverige                                             | 스웨덴어                               | 스톡홀름     |
| 스위스                | Schweiz(독), Suisse(프), Svizzera(이), Svizra(로)   | 독일어, 프랑스어, 이탈리아어, 로망슈어 | 베른         |
| 스페인                | España                                              | 스페인어                               | 마드리드     |
| 슬로바키아            | Slovensko                                           | 슬로바키아어                           | 브라티슬라바 |
| 슬로베니아            | Slovenija                                           | 슬로베니아어                           | 류블랴나     |
| 아르메니아            | Հայաստան                                            | 아르메니아어                           | 예레반       |
| 아이슬란드            | Ísland                                              | 아이슬란드어                           | 레이캬비크   |
| 아일랜드              | Éire(아), Ireland(영)                               | 아일랜드어, 영어                       | 더블린       |
| 아제르바이잔          | Azərbaycan                                          | 아제르바이잔어                         | 바쿠         |
| 안도라                | Andorra                                             | 카탈루냐어                             | 안도라라벨랴 |
| 알바니아              | Shqipëria                                           | 알바니아어                             | 티라나       |
| 에스토니아            | Eesti                                               | 에스토니아어                           | 탈린         |
| 영국                  | United Kingdom                                      | 영국 영어                              | 런던         |
| 오스트리아            | Österreich                                          | 독일어                                 | 빈           |
| 우크라이나            | Україна                                             | 우크라이나어                           | 키이우       |
| 이탈리아              | Italia                                              | 이탈리아어                             | 로마         |
| 조지아                | საქართველო                                          | 조지아어                               | 트빌리시     |
| 체코                  | Česko                                               | 체코어                                 | 프라하       |
| 코소보                | Kosovës(알), Косово(세)                             | 알바니아어, 세르비아어                 | 프리슈티나   |
| 크로아티아            | Hrvatska                                            | 크로아티아어                           | 자그레브     |
| 키프로스              | Κύπρος(그), Kýpros(터)                              | 그리스어, 튀르키예어                   | 니코시아     |
| 튀르키예              | Türkiye                                             | 튀르키예어                             | 앙카라       |
| 포르투갈              | Portugal                                            | 포르투갈어                             | 리스본       |
| 폴란드                | Polska                                              | 폴란드어                               | 바르샤바     |
| 프랑스                | France                                              | 프랑스어                               | 파리         |
| 핀란드                | Suomi(핀), Finland(스)                              | 핀란드어, 스웨덴어                     | 헬싱키       |
| 헝가리                | Magyarország                                        | 헝가리어                               | 부다페스트   |

## 유럽의 지역 구분

The World Factbook에 따른 구분
북유럽
서유럽
중앙유럽
남유럽
남동유럽
남서유럽
동유럽

유엔 통계국에 따른 유럽의 구분
동유럽
서유럽
남유럽
북유럽

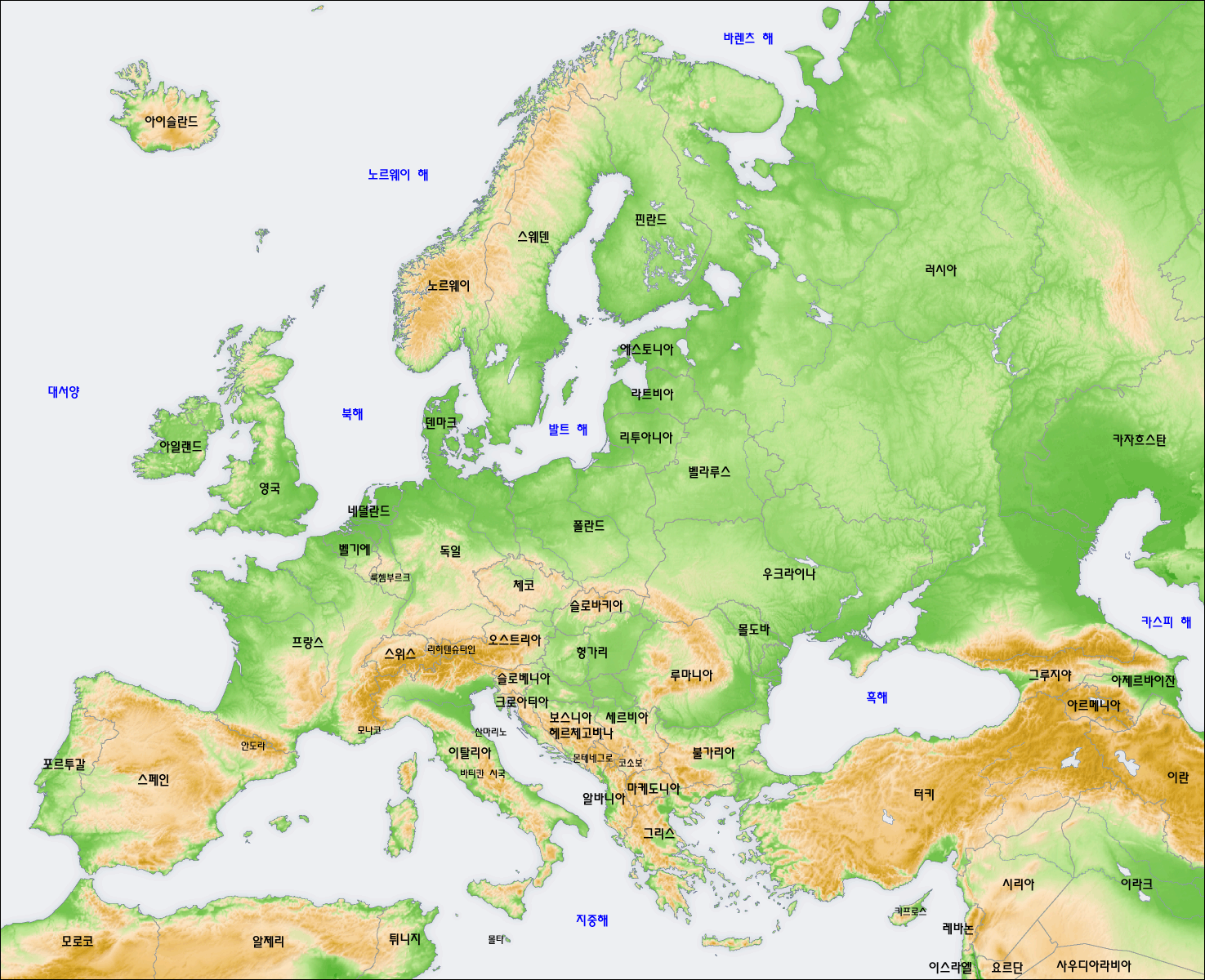
유럽의 지형도

유럽의 정치적 통합 현황

유럽의 일반적 정의는 지리 또는 정치 등으로 나눌 수 있다.

### 남유럽
- 그리스
- 몰타
- 바티칸 시국
- 산마리노
- 스페인
  -  카탈루냐,  바스크
- 안도라
- 이탈리아
  -  사르데냐,  시칠리아
- 키프로스
- 튀르키예
- 포르투갈
  -  아소르스 제도

### 동유럽
- 러시아
- 루마니아
- 몬테네그로
- 몰도바
- 벨라루스
- 보스니아 헤르체고비나
- 북마케도니아
- 불가리아
- 세르비아
- 슬로바키아
- 슬로베니아
- 아르메니아
- 아제르바이잔
- 알바니아
- 우크라이나
- 조지아
- 체코
- 코소보
- 크로아티아
- 폴란드
- 헝가리

### 북유럽
- 노르웨이
  -  스발바르 제도, 얀마옌섬
- 라트비아
- 리투아니아
- 덴마크
  -  페로 제도
- 스웨덴
- 아이슬란드
- 에스토니아
- 핀란드
  -  올란드 제도

### 서유럽
- 프랑스
  -  코르시카
- 모나코
- 네덜란드
- 독일
- 룩셈부르크
- 리히텐슈타인
- 벨기에
- 스위스
- 오스트리아
- 아일랜드
- 영국
  -  잉글랜드
  -  스코틀랜드
  -  웨일스
  -  북아일랜드
  -  채널 제도,  저지섬,  건지섬,  맨섬,  지브롤터

## 지리
유럽은 유라시아 서쪽의 1/5을 차지하고 있는데 이는 유라시아 전체 면적의 19.2%에 달한다. 유럽은 다른 대륙에 비해 대륙과 접하고 있는 해안선의 비율이 더 높은 편이다. 유럽의 해상 경계선은 북쪽으로는 북극해, 서쪽으로는 대서양, 남쪽으로는 지중해, 흑해, 카스피해로 구성되어 있다.
유럽의 지형은 비교적 작은 지역 내에서 큰 차이를 보인다. 남쪽 지역은 산악 지대가 많은 반면 북쪽 지역은 알프스산맥, 피레네산맥, 카르파티아산맥을 거쳐 언덕이 많은 고지대를 지나 넓고 낮은 북쪽 평원으로 내려간다. 동쪽에 위치한 넓은 저지대는 유럽 대평원으로 알려져 있는데 그 중심에는 북독일 평원이 자리잡고 있다. 고지대는 영국과 아일랜드섬의 서부 지역에서 노르웨이의 피오르 지대까지 뻗어 있다.
이베리아반도와 이탈리아반도와 같은 하위 지역은 중앙유럽 본토 자체와 마찬가지로 자체적으로 복잡한 특징을 가지고 있으며 수많은 고원, 강, 계곡과 같은 지형이 분포하고 있다. 다수의 분지는 일반적인 경향을 복잡하게 만들고 있지만 아이슬란드, 영국, 아일랜드와 같은 지역은 특별한 경우이다. 전자는 그 자체로 유럽의 일부로 간주되는 북쪽 바다에 있는 육지이고 후자는 해수면이 상승하여 그들을 고립시킬 때까지 한때 본토와 결합되었던 고지대 지역이다.

### 기후
유럽은 주로 온대 지방에 위치하고 있다. 기후는 멕시코 만류의 영향으로 인해 같은 위도에 위치한 전 세계의 다른 지역에 비해 온화하다. 멕시코 만류는 유럽의 중앙 난방이라는 별명으로 불리는데 이는 유럽의 기후를 다른 곳보다 더 따뜻하게 만들기 때문이다. 멕시코 만류는 유럽 해안에 따뜻한 물을 전달할 뿐만 아니라 대서양에서 대륙을 가로질러 부는 편서풍을 따뜻하게 한다.
유럽의 기후는 크게 건조 기후, 온대 기후, 냉대 기후, 한대 기후로 나뉜다. 북서유럽은 서안 해양성 기후(비가 많이 온다. 영화 킹스맨에서 등장인물들이 우산을 쓰고 다녔던 것을 생각하면 쉽다), 중앙유럽, 동유럽은 대륙성 기후, 남유럽은 지중해성 기후를 띠고 있다. 그 외에 이베리아반도 내륙 일부 지방은 스텝 기후, 스칸디나비아반도는 타이가 기후, 스칸디나비아반도 북부 해안은 툰드라 기후, 알프스 산맥 지대는 고산 기후를 띤다.

### 식생
지금으로부터 1,000년 전까지는 지중해에서 북극해에 이를 정도로 유럽의 약 80~90%가 삼림으로 뒤덮였을 것으로 추정된다. 시간이 지나면서 유럽 곳곳에서 삼림 벌채와 목초지의 확장이 진행되었고 인류가 거주하면서 유럽의 식생 또한 변화가 진행되었다.
유럽의 식생은 기후와 밀접한 관계를 맺고 있기 때문에 기후대마다 서로 다른 특색을 갖고 있다. 서안 해양성 기후 지대에는 느릅나무, 너도밤나무, 갈참나무, 박달나무와 같은 낙엽 활엽수가 많은 편이며 지중해성 기후 지대에는 올리브나무, 포도나무, 코르크나무와 같은 상록 활엽수가 많은 편이다. 유럽 내륙 지대에는 활엽수와 침엽수의 혼합림이 분포하고 있고 타이가, 툰드라 지대에는 전나무, 소나무, 참나무, 가문비나무와 같은 상록 침엽수가 분포하고 있다.

## 정치
제2차 세계 대전 종전 이후에 유럽은 정치, 경제, 군사 등의 여러 분야에서 동서 진영으로 갈라졌다. 1947년에는 미국이 마셜 플랜에 따른 서유럽 국가들에 대한 경제 원조를 시행했고 1949년에는 소련이 미국의 마셜 플랜에 대응하기 위해 폴란드, 체코슬로바키아, 헝가리, 루마니아, 불가리아와 함께 경제상호원조회의(COMECON)를 결성했다. 1949년에는 미국을 비롯한 서방권 국가들이 소련의 군사력에 대응하기 위해 북대서양 조약 기구(NATO)를 결성했고 1955년에는 소련을 비롯한 동구권 국가들이 미국의 군사력에 대응하기 위해 바르샤바 조약 기구를 결성했다. 한편 유고슬라비아는 1948년에 코민포름에서 제명된 이후부터 비동맹 운동의 맹주 역할을 했다.
1952년에는 프랑스, 서독, 이탈리아, 벨기에, 네덜란드, 룩셈부르크 6개국이 유럽 석탄 철강 공동체(ECSC)를 결성했고 1958년에는 유럽 경제 공동체(EEC), 유럽 원자력 공동체(EURATOM)를 결성했다. 이들 기구는 1967년을 기해 단일 기구로 통합되었고 1993년에 출범한 유럽 연합(EU)으로 이어지게 된다. 1989년 혁명을 계기로 동유럽 국가들은 민주주의 체제로 전환되었고 1991년 냉전 종식을 계기로 경제 경제상호원조회의, 바르샤바 조약 기구는 해체되었다.
유럽 연합은 유럽 27개국이 가입한 국가 연합으로서 정치·경제 분야에서 큰 영향력을 행사하고 있다. 그 외에 유럽 연합에 가입한 19개국은 유로존에 소속되어 있으며 유럽 26개국은 국경 통행이 자유로운 솅겐 지역에 소속되어 있다. 그 외에 유럽에는 유럽 평의회, 독립 국가 연합, 유럽 안보 협력 기구, 발트 의회, 북유럽 이사회, 비셰그라드 그룹과 같은 기구가 존재한다.

## 언어
유럽에서는 주로 인도유럽어족에 속하는 언어가 사용되고 있다. 그 중에서 로마 제국의 공용어였던 라틴어에서 파생된 로망스어군, 스칸디나비아 남부에서 사용되던 언어에서 파생된 게르만어군, 슬라브족이 사용하던 언어에서 파생된 슬라브어파가 널리 사용되고 있다.
슬라브어파는 유럽에서 가장 많은 원어민이 분포하는 어파로서 중앙유럽, 동유럽, 동남유럽에서 널리 사용되고 있다. 로망스어군은 남유럽, 서유럽, 동유럽에 위치한 루마니아, 몰도바에서 널리 사용되고 있고 게르만어군은 브리튼 제도(영국, 아일랜드), 북유럽에서 널리 사용된다. 그 외에 발트어파(라트비아어, 리투아니아어), 켈트어파(아일랜드어, 스코틀랜드 게일어, 웨일스어, 콘월어, 맨어, 브르타뉴어), 그리스어, 아르메니아어, 알바니아어가 존재한다.
튀르크어족(튀르키예어, 아제르바이잔어, 타타르어, 크림 타타르어, 바시키르어, 추바시어 등)은 동유럽, 동남유럽의 일부 지역에서 널리 사용되고 있다. 우랄어족(핀란드어, 헝가리어, 에스토니아어, 우드무르트어, 마리어, 에르자어, 코미어 등)은 핀란드, 헝가리, 에스토니아, 러시아의 일부 지역에서 널리 사용되고 있고 카르트벨리어족(조지아어 등)은 조지아에서 널리 사용된다. 몰타어는 셈어파에 속하는 언어이고 바스크어는 유럽에서 사용되는 언어 중에서 드물게 고립어에 속하는 언어이다.

## 문화
유럽의 문화는 세계의 음악, 미술, 건축, 문학, 영화, 과학, 철학, 종교, 패션, 요리, 스포츠에서 가장 많은 영향을 준 문화로 여겨지고 있으며 다양한 의미로 해석되기도 한다.
- 고대 그리스, 고대 로마, 기독교, 유대교, 르네상스, 인문주의, 계몽주의에서 유래된 정치적 사고, 프랑스 혁명에서 유래된 공통된 문화적, 정신적 유산
- 산업화, 식민주의를 통해 다른 대륙으로 확산된 풍부하고 역동적인 문화
- 인권과 정치적 자유를 보장하는 법률, 존중으로 표현되는 개인의 특정 개념
- 서로 다른 정치적인 질서, 서로에게 새로운 생각을 심어주는 다양한 생각
- 유럽 이외의 민족, 국민, 국가에 대한 존중

## 종교
유럽에서 종교는 역사적으로 예술, 문화, 철학, 법률에 큰 영향을 주었다. 유럽에서 가장 많은 비중을 차지하는 종교는 기독교인데, 유럽에 거주하는 기독교 신자의 비율은 76%에 달한다. 유럽의 기독교는 종파에 따라 로마 가톨릭교회, 개신교, 동방 정교회, 성공회, 루터교 등으로 나뉜다. 기독교는 4세기 후반에 로마 제국에서 국교로 공인되면서부터 서양 문화와 사회 전반에 큰 영향력을 행사했다.
유럽에서 기독교 다음으로 많은 비중을 차지하는 종교는 이슬람교로 유럽에 거주하는 이슬람교 신자의 비율은 6%에 달한다. 유럽에 거주하는 이슬람교 신자는 터키, 알바니아, 보스니아 헤르체고비나, 아제르바이잔, 러시아와 같이 발칸반도, 동유럽에 분포하고 있다. 유럽에 분포하고 있는 소수 종교로는 유대교, 불교, 힌두교, 현대 이교 등이 있다. 유럽은 세속주의 영향이 비교적 강한 곳으로 여겨지고 있으며 불가지론, 무신론을 표방하는 사람들도 증가하고 있다.

## 같이 보기
- 유러피언 게임
- 유로리전
- 유럽의 깃발 목록
- 근대성
- 범유럽주의